# Banca Centrale della Repubblica Dominicana
La Banca Centrale della Repubblica Dominicana (in spagnolo: Banco Central de la República Dominicana), è la banca centrale della Repubblica Dominicana. Come altre banche centrali, la sua missione principale è quella di promuovere la stabilità finanziaria del Paese. Non è collegata alla Secretaria da Fazenda, ma è un'istituzione autonoma.

## Storia
La Banca Centrale della Repubblica Dominicana fu creata il 9 ottobre 1947 per ordine dell'allora Presidente Rafael Trujillo, in conformità con la Legge Organica n. 1.529, e iniziò le sue attività il 23 ottobre dello stesso anno, affermandosi come ente decentralizzato con piena autonomia. Attualmente è regolata dalla Legge Organica n. 6.142 del 29 dicembre 1962 e dalle sue successive modifiche.